# Salto de Pirapora
Salto de Pirapora – miasto i gmina w Brazylii, w stanie São Paulo. Znajduje się w mezoregionie Macro Metropolitana Paulista i mikroregionie Sorocaba.